# Glenrowan
Glenrowan (952 habitants) est un village australien situé dans le Nord-Est de l'État de Victoria, à environ 234 kilomètres de Melbourne et 14 de Wangaratta. Il se trouve sur la Hume Freeway, l'une des routes les plus importantes d'Australie, qui relie Melbourne à Sydney.
C'est là que fut capturé en juin 1880 Ned Kelly, le plus célèbre bandit de grand chemin de la Riverina. Depuis 1995, le village fait partie du Bourg de Wangaratta.